# Auguste Boppe
 (novembre 2012).
Si vous disposez d'ouvrages ou d'articles de référence ou si vous connaissez des sites web de qualité traitant du thème abordé ici, merci de compléter l'article en donnant les références utiles à sa vérifiabilité et en les liant à la section « Notes et références ».
Auguste Boppe, né le 26 juin 1862 à Nancy et mort le 14 mai 1921 à Pékin, est un diplomate français.

## Biographie

### Jeunesse et études
Auguste Boppe étudie à l'École libre des sciences politiques.

### Parcours professionnel
Boppe fut conseiller d'ambassade à Constantinople, puis Ministre plénipotentiaire à Belgrade et à Pékin, ainsi que Consul de France à Jérusalem.
Chevalier de la Légion d'honneur le 14 juillet 1899, il est élevé au grade d'officier de la Légion d'honneur le 17 février 1913. Son expérience de l'Orient l'amène à publier entre 1903 et 1910, une dizaine de courtes études sur les peintres occidentaux émigrés vers Constantinople au XVIIIème siècle.
Dès 1919, à la fin de la Grande Guerre, il met en place l’envoi d'étudiants chinois en France. Ce programme de grande ampleur, connu sous le nom de « Mouvement Travail-Études », dure de 1919 à 1921. Avec Jean-Augustin Bussière, Li Shizeng (1881-1973) et Cai Yuanpei (1868-1940), il fonde l'Institut franco-chinois de Lyon. 5 à 6 000 étudiants en bénéficieront, dont de futurs illustres cadres de la Chine moderne : Deng Xiaoping et Zhou Enlai.
Dès son arrivée en Chine, Auguste Boppe présente au Président de le République de Chine son souhait de développer la compréhension entre les peuples et collaborer « à cette fusion des esprits et des cœurs ».
Le 12 février 1921, mille sept cents étudiants[Passage contradictoire] sont en France.
A. Boppe meurt le 14 mai 1921 à la suite d'une opération de l’appendicite. La cérémonie religieuse a lieu dans la cathédrale Pei-Tang.
À cette date[Quand ?], près de trois mille étudiants chinois sont partis en France depuis 1919[Passage contradictoire]. Le programme prendra fin en 1925. Entre 1922 et 1925, environ un millier d'étudiants[Passage contradictoire] aura l’occasion de se rendre en France.

## Vie personnelle
Le 10 mai 1905, il épouse Yvonne Prévost à Paris.

## Distinctions
- Officier de la Légion d'honneur (décret du 17 février 1913)

## Publications
Archiviste de formation, Auguste Boppe se passionne pour l'histoire de l'Empire ottoman et publie plusieurs ouvrages, dont, les Peintres du Bosphore au XVIIIe siècle, qui aujourd'hui encore fait référence.
L’Académie française lui décerne le prix Charles-Blanc en 1912 pour cet ouvrage et le prix Thérouanne en 1917 pour son ouvrage L’Albanie et Napoléon (1797-1814)

## Carrière diplomatique
- Attaché autorisé à la direction politique, 20 septembre 1888[6]
- Attaché autorisé à Constantinople, 17 mai 1890[6]
- Secrétaire d'ambassade de troisième classe à Lima (non installé), 26 novembre 1892[6]
- Secrétaire d'ambassade de troisième classe à Saint-Pétersbourg, 28 juin 1893[6]
- Secrétaire d'ambassade de troisième classe à Constantinople, 15 janvier 1895[6]